# Zračna luka Osijek
Zračna luka Osijek jedna je od devet zračnih luka u Hrvatskoj. Smještena je oko 20 kilometara jugoistočno od Osijeka, u blizini naselja Klisa, uz državnu cestu D2 koja povezuje Osijek i Vukovar. Osim osnovne djelatnosti prihvata i otpreme putnika, robe, pošte i stvari, ona pruža i trgovačke, ugostiteljske te medicinske usluge, avio-taksi itd.

## Povijest
Namjera izgradnje osječke, a time i regionalne slavonske putničke zračne luke, prvi se put javila 1971. godine što su podržale sve tadašnje slavonsko-baranjske općine. Odluku o izgradnji donijela je u lipnju 1978. godine Skupština Zajednice općina Osijek, a sama izgradnja započela je 23. studenog te godine. Od 475 milijuna tadašnjih dinara, koliko je stajala izgradnja, Zajednica općina osigurala je 380 milijuna dinara. Aerodrom Osijek svečano je otvoren 31. svibnja 1980. godine, a prvi let ostvaren je nekoliko dana kasnije, 2. lipnja, kada je zrakoplov Douglas DC-9 Jugoslavenskog aerotransporta poletio prema Zagrebu. Investicija se ubrzo pokazala opravdanom, jer su zrakoplovi Osijek svakodnevno povezivali sa Zagrebom, dvaput tjedno s Beogradom, a sezonskim linijama i s Pulom, Rijekom, Splitom i Dubrovnikom. Godine 1982. izgrađen je cargo terminal, što je omogućilo razvoj teretnog zračnog prometa kojim se razmjenjivala roba s Libijom, Egiptom, Mongolijom, Indijom i drugim odredištima.
Nadolazeći Domovinski rat ostavio je velike posljedice na zračnu luku. Zadnji let prije početka srpske agresije odradila je novoosnovana Croatia Airlines krajem lipnja 1991. polijetanjem prema Rijeci. U sljedećim je mjesecima srpski agresor okupirao područje zračne luke, koja je uništena i opljačkana. Sustav i oprema dijelom su uništeni, a dijelom ukradeni i odvezeni u Beograd. Potpuno uništenje spriječile su mirovne snage Ujedinjenih naroda, koje su se ondje stacionirale. Ukupna ratna šteta na zračnoj luci iznosila je oko 6 milijuna njemačkih maraka. S obzirom na to da je područje na kojem se zračna luka nalazi ostalo pod srpskom okupacijom sve do mirne reintegracije istočne Slavonije, godine 1995. Osječko-baranjska županija izgradila je kao privremeno rješenje Poslovno-športsku zračnu luku Čepin, koja zbog skučenosti prostora nikako nije mogla nadoknaditi onesposobljenost zračne luke u Klisi. Po završetku mirne reintegracije okupiranog područja u sastav Republike Hrvatske, pristupilo se i obnovi Zračne luke Osijek, koja je osposobljena za promet u listopadu 2001. godine.
Unatoč stalnim pokušajima oživljavanja zračnog prometa od Osijeka i prema Osijeku, redovan putnički promet ponovno je uspostavljen tek u jesen 2013. godine, od kada osječka zračna luka svake godine bilježi sve bolje poslovne rezultate. 

## Rekonstrukcija terminala
U svibnju 2025. započela je sveobuhvatna rekonstrukcija putničkog terminala Zračne luke Osijek, ukupne vrijednosti od približno 14 milijuna eura. Projekt uključuje dogradnju i modernizaciju zgrade terminala, usklađivanje sa schengenskim režimom putovanja, povećanje kapaciteta za obradu putnika te vizualnu obnovu vanjštine objekta. Završetak radova planiran je do proljeća 2026. godine.

## Tvrtke i odredišta
Izvor:
| tvrtka           | odredišta                                     |
| ---------------- | --------------------------------------------- |
| Croatia Airlines | München, sezonski: Dubrovnik, Split           |
| Trade Air        | Dubrovnik, Pula, Rijeka, Split, Zagreb, Zadar |
| Ryanair          | sezonski: London (od 2. lipnja 2023.)         |

## Statistika prometa
Pogledajte izvor upita Wikidata i izvori.
| Godina | Zrakoplova | Putnika | Tereta (t) |
| ------ | ---------- | ------- | ---------- |
| 2001.  | 266        | 1.009   | -          |
| 2002.  | 679        | 3.132   | -          |
| 2003.  | 720        | 3.354   | -          |
| 2004.  | 708        | 3.030   | 356,00     |
| 2005.  | 695        | 2.343   | 3.830,20   |
| 2006.  | 649        | 2.871   | 515,40     |
| 2007.  | 550        | 2.766   | 270,57     |
| 2008.  | 774        | 14.685  | 173,05     |
| 2009.  | 855        | 20.438  | 188,00     |
| 2010.  | 792        | 20.824  | 0,00       |
| 2011.  | 1.582      | 22.104  | 0,00       |
| 2012.  | 1.636      | 2.195   | 0,00       |
| 2013.  |            | 3.404   | 0,00       |
| 2014.  | 1.634      | 26.768  | 0,00       |
| 2015.  | 1.903      | 29.509  | 37,00      |
| 2016.  | 2.164      | 30.605  | -          |
| 2017.  | 2.316      | 41.976  | -          |
| 2018.  | 2.642      | 65.017  | 0,8        |
| 2019.  | 2.587      | 46.383  | 13,46      |
| 2020.  | 1.517      | 6.626   | -          |
| 2021.  | 2.206      | 11.515  | 0,10       |
| 2022.  | 1.803      | 15.875  | 0,20       |
| 2023.  | 2.626      | 36.791  | 0,25       |
| 2024.  | 3.052      | 45.756  | 0,06       |

## Vanjske poveznice
- Zračna luka Osijek (hrv.)